# Ga Okayama
Okayama Station (岡山駅 Okayama-eki) là một ga đường sắt ở Kita-ku, thành phố Okayama, tỉnh Okayama, Nhật Bản. Ga này do JR West quản lý.

## Các tuyến
Ga này phục vụ các tuyến của JR West:
- Sanyō Shinkansen
- Tuyến Sanyō (bao gồm các tàu đến tuyến Akō và Tuyến Hakubi)
- Tuyến Uno (Seto-Ōhashi Line)
- Tuyến Tsuyama
- Tuyến Kibi

## Các ga lân cận
| «                   | «                | Dịch vụ            | »                | »                          |
| Sanyo Shinkansen    | Sanyo Shinkansen | Sanyo Shinkansen   | Sanyo Shinkansen | Sanyo Shinkansen           |
| ------------------- | ---------------- | ------------------ | ---------------- | -------------------------- |
| Himeji or Shin-Kobe |                  | Nozomi             |                  | Fukuyama or Hiroshima      |
| Aioi or Himeji      |                  | Hikari             |                  | Shin-Kurashiki or Fukuyama |
| Aioi                |                  | Kodama             |                  | Shin-Kurashiki             |
| Shin-Kobe or Himeji |                  | Mizuho             |                  | Hiroshima                  |
| Shin-Kobe or Himeji |                  | Sakura             |                  | Fukuyama                   |
| Sanyo Main Line     |                  |                    |                  |                            |
| Nishigawara         |                  | Local              |                  | Kitanagase                 |
| Seto-Ōhashi Line    |                  |                    |                  |                            |
| Ga cuối             |                  | Rapid Marine Liner |                  | Ōmoto                      |
| Ga cuối             |                  | Local              |                  | Ōmoto                      |
| Tsuyama Line        |                  |                    |                  |                            |
| Ga cuối             |                  | Rapid              |                  | Hōkaiin                    |
| Ga cuối             |                  | Local              |                  | Hōkaiin                    |
| Kibi Line           |                  |                    |                  |                            |
| Ga cuối             |                  | Local              |                  | Bizen-Mikado               |